# Les Archives de Lagaffe
 (janvier 2018).
Si vous disposez d'ouvrages ou d'articles de référence ou si vous connaissez des sites web de qualité traitant du thème abordé ici, merci de compléter l'article en donnant les références utiles à sa vérifiabilité et en les liant à la section « Notes et références ».
Les Archives de Lagaffe est un album de la série Gaston, paru en 2009 aux éditions Dupuis.
Il est la tête de série (no 1) de l'édition intégrale éditée cette année-là, en 19 albums.
L'album est la réédition, avec une nouvelle couverture, du no 1 de la « série définitive », édition chronologique intégrale précédente. Il avait été précédemment publié en 1985 sous le numéro 0 et sous le titre Gaffes et gadgets.
Celui-ci intègre le contenu du tout premier « Gaston », sorti en 1960 (appelé parfois Gaston album 0).
En 2018, lors de la sortie de la nouvelle série Gaston, cet album devient le tome 0 et ne propose plus que les premiers dessins gags de Gaston avant les premiers gags en planche dans le tome suivant (Premières gaffes).

## Contenu
Dans la version de 2018, les premières pages comportent les premières apparitions de Gaston dans le périodique Spirou où y apparait en dehors des bandes dessinées classiques. Spirou et Fantasio le remarquent au fil des premières semaines, et Spirou va le rencontrer en essayant d'en savoir plus sur lui.
Mais au fil des semaines suivantes, Gaston, qui n'a toujours pas sa propre bande dessinée, va commettre ses premières gaffes dans le journal (au point de saboter certaines pages, surtout consacrées au Fureteur), comme les souris blanches dans le journal. Il est même accusé d'avoir égaré la planche 18B de l'aventure Le Voyageur du Mésozoïque (alors que Franquin ne l'avait pas dessiné).
Les gaffes de Gaston exaspèrent Fantasio qui, habituellement peu sérieux et gaffeur dans ses aventures, n'arrive pas à lui trouver une place au sein du journal. A l'occasion du 1000ème numéro de Spirou, il décrit dans le premier gag en planche le dernier exploit du gaffeur (le briquet à gaz), préfigurant ainsi la série qui commencera au n°1025 dans le journal (ainsi que dans le tome 1 Premières gaffes).  Excédé, il se met en grève, refusant d'apparaître pendant plusieurs semaines dans le journal (du no 1019 au no 1022) après avoir été humilié durant toute l'histoire Le Voyageur du Mésozoïque sous la plume de Franquin. Après la fin de la grève, Gaston aura droit à sa propre série (à partir du tome 1 Premières gaffes).